# Roning under sommer-OL 2020 - Firer uden styrmand (damer)
Firer uden styrmand for kvinder var en disciplin ved OL 2020, der fandt sted 24. juli - 28. juli 2021 i Sea Forest Waterway i Tokyo Bay zonen. 40 roere fra 10 nationer deltog.

## Format
Der var i alt kvalificeret 10 mandskaber til konkurrencen, der blev indledt med to indledende heats med fem mandskaber i hvert heat. De to bedste mandskaber fra hvert heat gik til finalen, mens de resterende gik til ét opsamlingsheat. Fra opsamlingsheatet gik de to bedste mandskaber videre til A-finalen, mens de resterende fire mandskaber kom i B-finalen og roede om pladserne 7 – 10.

## Kvalifikation
Hver NOC kunne kvalificere én båd i klassen.
| Kvalifikation                            | Dato                           | Vært    | Pladser | Kvalificeret                                                                      |
| ---------------------------------------- | ------------------------------ | ------- | ------- | --------------------------------------------------------------------------------- |
| VM i roning 2019                         | 25. august – 1. september 2019 | Østrig  | 8       | Australien · Danmark · Holland · Polen · USA · Rumænien · Storbritannien · Canada |
| Afsluttende kvalifikationsturnering 2020 | 17.–19. maj 2020               | Schweiz | 2       |                                                                                   |
| Total                                    |                                |         | 10      |                                                                                   |

## Tidsplan
Konkurrencen blev afholdt over fem dage.
Alle tider er japansk standard tider (UTC+9)
| Dato                 | Tid   | Runde     |
| -------------------- | ----- | --------- |
| Lørdag 24. juli 2021 | 11:20 | Heats     |
| Søndag 25. juli 2021 | 13:00 | Opsamling |
| Onsdag 28. juli 2021 | 8:30  | Finale B  |
| Onsdag 28. juli 2021 | 9:50  | Finale A  |

## Resultater

### Heats
| Nr. | Land | Roer           | Tid     | Note |
| --- | ---- | -------------- | ------- | ---- |
| 1   | 4    | Holland        | 6:33.47 | K    |
| 2   | 3    | Kina           | 6:38.54 | K    |
| 3   | 1    | Canada         | 6.40,07 | O    |
| 4   | 2    | Storbritannien | 6.41,02 | O    |
| 5   | 5    | Polen          | 6.48,33 | O    |

| Nr. | Land | Roer       | Tid     | Note |
| --- | ---- | ---------- | ------- | ---- |
| 1   | 1    | Australien | 6.28,76 | K    |
| 2   | 2    | Irland     | 6.28,99 | K    |
| 3   | 3    | Rumænien   | 6.40,02 | O    |
| 4   | 5    | USA        | 6.43,80 | O    |
| 5   | 4    | Danmark    | 6.50,15 | O    |

### Opsamlingsheat
| Placering | Bane | Nation         | Tid     | Note |
| --------- | ---- | -------------- | ------- | ---- |
| 1         | 5    | Storbritannien | 6.46,20 | Q    |
| 2         | 6    | Polen          | 6.46,57 | Q    |
| 3         | 2    | Rumænien       | 6.47,38 | FB   |
| 4         | 1    | Canada         | 6.51,71 | FB   |
| 5         | 3    | USA            | 6.53,26 | FB   |
| 6         | 4    | Danmark        | 7.01,17 | FB   |

### B-finale
| Placering | Bane | Nation   | Tid     | Note |
| --------- | ---- | -------- | ------- | ---- |
| 7         | 1    | USA      | 6.33,65 |      |
| 8         | 4    | Danmark  | 6.34,72 |      |
| 9         | 2    | Rumænien | 6.35,12 |      |
| 10        | 3    | Canada   | 6.35,13 |      |

### Finale
| Placering | Bane | Land           | Tid     | Note |
| --------- | ---- | -------------- | ------- | ---- |
| Guld      | 3    | Australien     | 6.15,37 |      |
| Sølv      | 4    | Holland        | 6.15,71 |      |
| Bronze    | 2    | Irland         | 6.20,46 |      |
| 4         | 1    | Storbritannien | 6.21,52 |      |
| 5         | 5    | Kina           | 6.25,13 |      |
| 6         | 6    | Polen          | 6.29,95 |      |